# Улица Генерала Глаголева
Улица Генера́ла Глаго́лева — улица на западе Москвы в районе Хорошёво-Мнёвники Северо-Западного административного округа, находится между проспектом Маршала Жукова и улицей Берзарина.

## Происхождение названия
Названа в 1963 году в честь Героя Советского Союза генерал-полковника Василия Васильевича Глаголева (1896—1947), который жил в районе этой улицы. Глаголев был участником Первой мировой и гражданской войн. В Великую Отечественную войну командовал дивизией, корпусом и армиями. С 1946 года командовал воздушно-десантными войсками.

## Описание
Улица Генерала Глаголева начинается от проспекта Маршала Жукова, проходит на север параллельно бульвару Генерала Карбышева, пересекает улицу Маршала Тухачевского, затем от неё налево отходит улица Паршина, заканчивается на улице Берзарина.
Застройка в основном пятиэтажная, внутри кварталов есть также типовые многоэтажные дома. Часть пятиэтажных домов снесена, на их месте идёт строительство новых.

## Примечательные здания и сооружения
- № 2 — троллейбусная станция «Генерала Глаголева»;
- № 3 — РОВД «Хорошёво-Мнёвники»;
- № 4 — детский сад № 2180;
- № 6, корпус 1 — детско-юношеский физкультурно-спортивный клуб «Атлетика»;
- № 6, корпус 4 — детский сад № 1491;
- № 8, корпус 1 — отделение связи № 123448 (не действует);
- № 10, корпус 3 — детско-юношеская спортивная школа № 8; спортивный комплекс «Серебряный»;
- № 10, корпус 2 — школа № 138;
- № 14 — магазин «Азбука Вкуса»;
- № 22, корпус 2 — детский сад № 209;
- № 23, корпус 2 — детский сад № 1311;
- № 25, корпус 1 — магазин «Пятёрочка»;
- № 28, корпус 1 — центр развития ребёнка № 637;
- № 30, корп. 4 — жилой дом. Здесь жил лётчик, дважды Герой Советского Союза Н. Г. Столяров[1].

## Транспорт
На улице находится бывшая троллейбусная станция «Улица Генерала Глаголева» с конечной единственного бывшего троллейбуса 59 (Улица Генерала Глаголева — метро «Сокол»), который проходил по улице Генерала Глаголева только по направлению к улице Маршала Тухачевского. Обратно он идёт по бульвару Генерала Карбышева и проспекту Маршала Жукова. Ныне это автобус т59. Он продлён до новой конечной остановки Серебряный бор.
По части улицы генерала Глаголева от улицы маршала Тухачевского до проспекта маршала Жукова пролегает автобус 155; от улицы маршала Тухачевского до улицы Паршина — автобус 253.
Станции метро находятся довольно далеко: «Октябрьское Поле» примерно в 2 км от конца улицы, станция «Щукинская» — в 2,5 км.